# Montgauger
Montgauger est une ancienne commune d'Indre-et-Loire, annexée entre 1790 et 1794 par Saint-Épain.

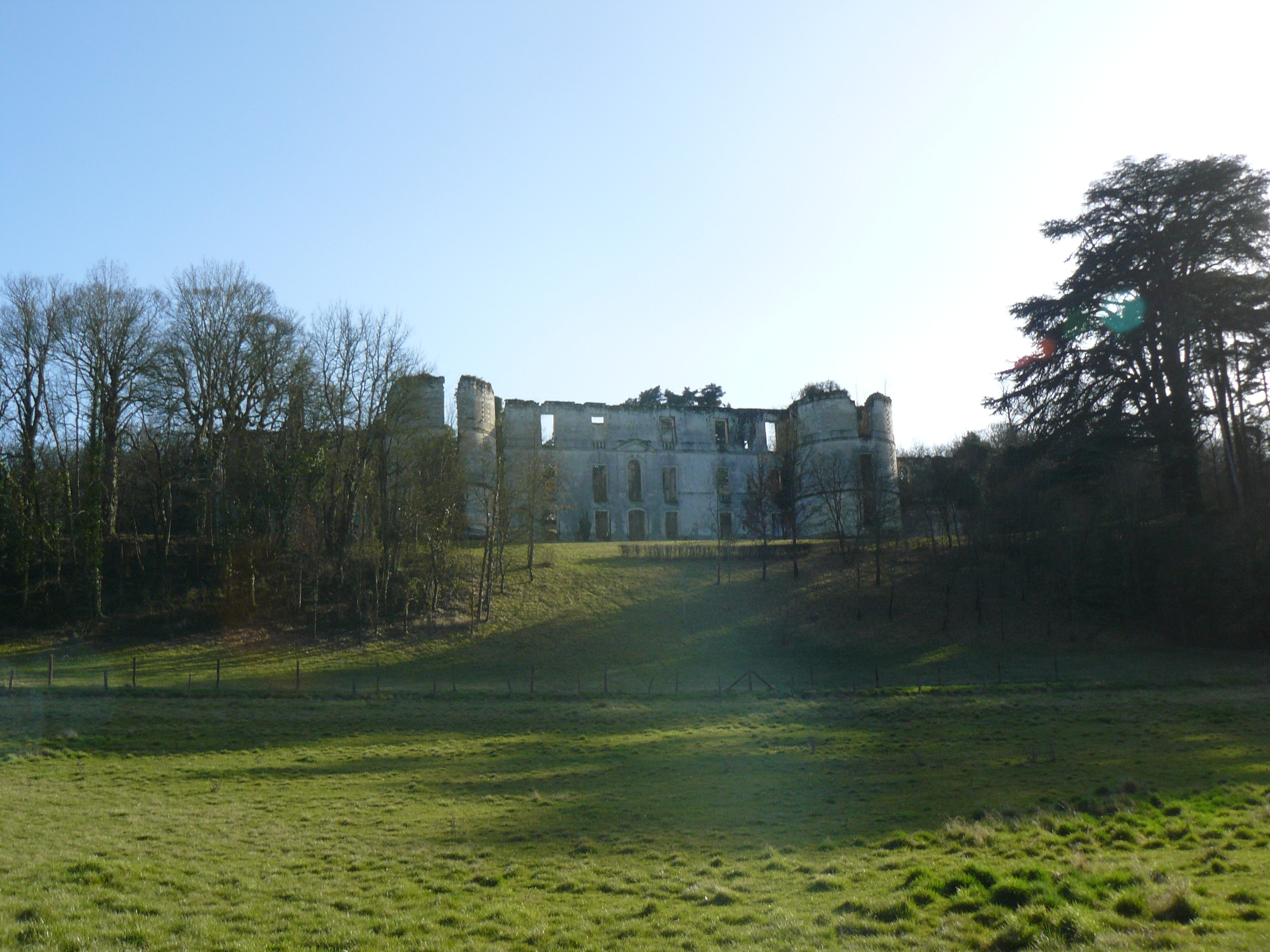
Château de Montgoger

## Seigneurie de Montgauger (Montgoger)
La seigneurie de Montgaug(i)er ou Montgog(i)er appartint aux Ste-Maure, et fut transmise ensuite par mariage aux Baraton (cf. La Roche-Baraton, L'Isle-Baraton à St-Aubin, Champiré-Baraton à Grugé), puis aux Beauvau du Rivau (érection en marquisat en 1623) et aux Choiseul-Praslin (siège du duché de Praslin en 1762-1764).